# Jackson Bay/Okahu
Koordinaten: 43° 58′ S, 168° 41′ O
Die Jackson Bay/Okahu ist eine sanft gekrümmte, etwa 24 Kilometer weite Bucht im Westland District in der Region West Coast auf der Südinsel von Neuseeland.
Die Bucht an der Tasmansee wird landseitig durch die Southern Alps begrenzt.

## Namensgebung
Die Jackson Bay/Okahu wurde von Captain Cook als Open Bay bezeichnet, die Herkunft des heutigen Namens ist nicht mehr eindeutig feststellbar. Mögliche Namensgeber bzw. Namensquellen sind: 
- Port Jackson, New South Wales (Australien), von dort starteten viele Siedler, die sich hier niederließen, ihre Überfahrt über die Tasmansee;
- James Hayter Jackson, ein lokal bekannter Walfänger;
- William Jackson, ebenfalls ein Walfänger, der zu einer Gruppe Straftäter gehörte, die hier 1810 ausgesetzt wurden.

## Geografie

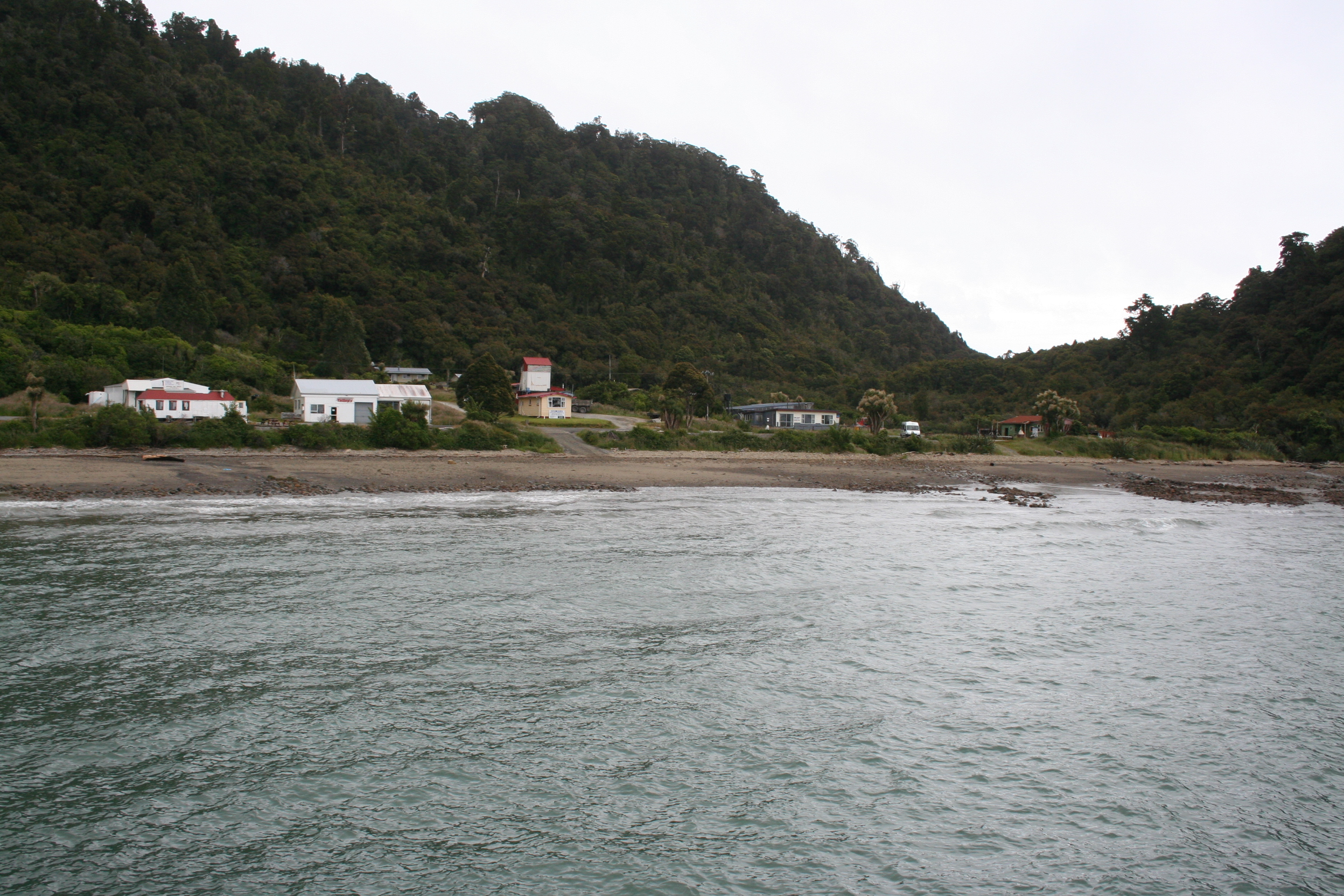
Fischerdorf Jackson Bay

Der westlichste Punkt der Bucht ist die Landspitze Jackson Head, die nordöstliche Grenze ist nicht genau definiert, aber der gemeinsame Schwemmkegel des Turnbull River und des Okuru River kann als äußerster Punkt angesehen werden. Die kleine Inselgruppe der Open Bay Islands liegt an dieser Stelle knapp fünf Kilometer von der Küste entfernt in der Tasmansee.
Die Bucht markiert eine große Veränderung im Geländebild der Westküste. Nordwärts ermöglichen die kleinen fruchtbaren Ebenen zwischen dem Gebirge und dem Meer in gemäßigtem Umfange Viehzucht. Südlich verschwinden die küstennahen Ebenen und das Land wird steiler und deutlich gebirgiger. Innerhalb von 60 Kilometern wird das Land durch die ersten tiefen Gletschertäler am Lake McKerrow/Whakatipu Waitai geprägt, noch weiter südlich bilden diese Gletschertäler die Fjorde des Fjordland Nationalparks.
Die Bucht markiert den am weitesten südlich gelegenen Streckenabschnitt des Straßennetzwerks entlang der West Coast. Die schmale Straße windet sich an der Küste von Haast zum nordöstlichen Endpunkt des kleinen Fischerdorfes Jackson Bay in der Nähe von Jackson Head.
Die Straße zur Jackson Bay wird oft als eines der am besten gehüteten Geheimnisse vor Touristen an der West Coast bezeichnet.
Die Ortschaft liegt nahe der Mündung des Arawhata River; der dritte Fluss, der in diesem kurzen Küstenabschnitt sein Wasser aus dem Gebirge in die Tasmansee bringt, ist der 10 Kilometer östlich von Jackson Head mündende Waiatoto River.

## Geschichte
Erstmals erwähnt wird in verschiedenen Aufzeichnungen eine Besiedelung des Gebietes um 1810. Zunächst versuchten sich Aussiedler aus England mit Ackerbau und Viehzucht in der Region südlich von Haast. Zwischen 1875 und 1878 besiedelten rund 400 Menschen das Gebiet der Jackson Bay. Der Kampf gegen den Urwald und die sehr regenreiche Natur war für die italienisch-, rund 100 deutsch- und einige polnischstämmigen Siedler wenig erfolgreich. Um 1880 siedelte ein Großteil der Bewohner in die Region Otago um. Heute leben weniger als einhundert Menschen dauerhaft entlang der Küste; nur durch den zunehmenden Yacht- und Bootsverkehr längs der Küste, für die die Jackson Bay letzte Station vor den Fjorden im Fjordland Nationalpark und der zerrissenen Küstenlinie ist, kommen gelegentlich mehr Menschen vorbei.